# Angelina Vogt

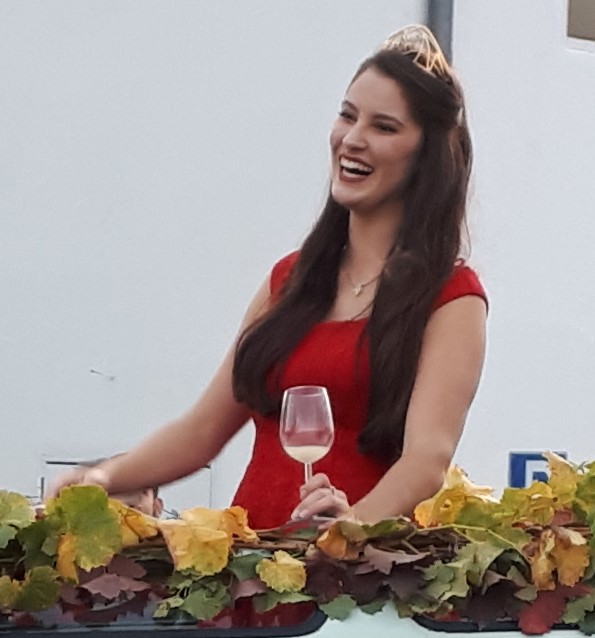
Angelina Vogt bei ihrem Empfang am 26. Oktober 2019 in Weinsheim

Angelina Vogt, nach Heirat Angelina Kappler (* 14. September 1994 in Kehl-Goldscheuer), wohnhaft in Weinsheim an der Nahe (Rheinland-Pfalz), war die Deutsche Weinkönigin 2019/2020. Am 27. September 2019 wurde sie im Saalbau in Neustadt an der Weinstraße als Nachfolgerin von Carolin Klöckner zur 71. Deutschen Weinkönigin gewählt. Sie war die erste Deutsche Weinkönigin, die der Minderheit der Sinti und Roma angehört, und die 10. Deutsche Weinkönigin aus dem Weinanbaugebiet Nahe.
Als Weinprinzessinnen standen ihr während ihrer zwölfmonatigen Amtszeit Carolin Hillenbrand (Heppenheim) aus dem Weinanbaugebiet Hessische Bergstraße und Julia Sophie Böcklen (Kleingartach) aus dem Weinanbaugebiet Württemberg zur Seite.

## Ausbildung und Beruf
Geboren und aufgewachsen ist Kappler in der badischen Ortenau in Kehl-Goldscheuer. Sie hat in Stuttgart-Hohenheim Ernährungswissenschaften studiert und ist ausgebildete Winzerin.
Als Quereinsteigerin war sie im November 2018 für die Amtszeit von November 2018 bis November 2019 zur 57. Naheweinkönigin gewählt worden. Sie arbeitet im Weingut Weyl in Weinsheim an der Nahe. Bei ihrem Arbeitgeber startete sie 2022 ihre erste eigene Weinlinie „NEWO“ mit einem Chardonnay aus dem Barriquefass. Ehrenamtlich setzt sie sich für Sinti und Roma ein; pro gekaufter Flasche „NEWO“ werden 2 € an ein Bildungsprojekt für junge Sinti und Roma gespendet.
Freiberuflich moderiert Kappler Events und Weinproben.